# Lastujärvi (sjö i Norra Karelen, lat 62,50, long 30,60)
Lastujärvi är en sjö i Finland. Den ligger i kommunen Joensuu i landskapet Norra Karelen, i den sydöstra delen av landet, 400 km nordost om huvudstaden Helsingfors. Lastujärvi ligger 113,7 meter över havet. I omgivningarna runt Lastujärvi växer i huvudsak blandskog. Den är 25 meter djup. Arean är 1,72 kvadratkilometer och strandlinjen är 10,54 kilometer lång. Sjön  ingår i Jänisjokis huvudavrinningsområde. 